# Гаррі Гудіні
Га́ррі Гуді́ні (англ. Harry Houdini, справжнє ім'я — Еріх Вайс; 24 березня 1874 — 31 жовтня 1926) — американський фокусник, ілюзіоніст, знаменитий «ескейпіст» (від англ. escape «звільнятися») — майстер неймовірних звільнень від найнадійніших пут і замків.

## Біографія
Як свідчать документи, майбутній фокусник народився в Будапешті в рабинській сім'ї, хоча сам Гудіні стверджував, що місцем його народження є американський штат Вісконсин. Бабуся Гудіні із равинської сім'ї Вайс народилася та проживала в селі Йовря (тепер Сторожниця, Закарпатська область України). Його батьки емігрували до США 3 липня 1878 року, коли Еріку було чотири роки. Спочатку сімейство влаштувалося в містечку Епплтон (штат Вісконсин), де його батько — Меєр Семюел Вайс (1829—1892) — отримав посаду рабина реформістської синагоги Zion Reform Jewish Congregation (реформістська єврейська громада Сіона). У 1887 році Гудіні з батьком переїхали в Нью-Йорк, де до них незабаром приєдналися мати артиста Сесілія (Цецилія) Штайнер (1841—1913) і шестеро його братів і сестер.
Гаррі публічно показував карткові фокуси в розважальних закладах з 10-річного віку. В 1892 році він взяв собі псевдонім Гудіні, на честь французького фокусника Робер-Гудена. Пізніше до прізвища додалося ім'я Гаррі на честь Гаррі Келлара, хоча за свідченнями близьких вже в дитинстві друзі називали його Ері (Ehrie) або Гаррі (Harry). Спочатку гастролював Сполученими Штатами разом з братом. У ранній кар'єрі Гудіні переважали номери самозвільнення від наручників і з резервуарів з водою. У рекламних цілях він практикував ефектні трюки, які могли бути засвідчені цілими натовпами роззяв. Так, одного разу його підвісили у мішку до карниза хмарочоса, але він успішно звільнився. В іншій раз пройшов на очах безлічі глядачів через цегляну стіну. 1903 року його скинули з мосту в Темзу закутим у наручники та кайдани з 30-кілограмовою кулею, але через кілька хвилин він виплив, розмахуючи наручниками.
Під час туру Європою 1900 року Гудіні вразив Лондон номером «Зникнення живого слона», відтвореним на нью-йоркському іподромі в 1918 році. Знову гастролював Росією в 1908 р., демонструючи самовизволення з камери смертників у Бутирській в'язниці і Петропавлівської фортеці. Ось як описують цей трюк автори книги «Від магів стародавності до ілюзіоністів наших днів»: «Замкнений у камері в'язниці, одягнений в арештантський одяг, він через дві хвилини вийшов, відкрив двері сусідніх камер і, заради жарту, поміняв місцями ув'язнених. Потім проник до гардеробної й через п'ятнадцять хвилин після того, як його замкнули, він з'явився у приміщенні для вартових переодягненим у свій костюм».

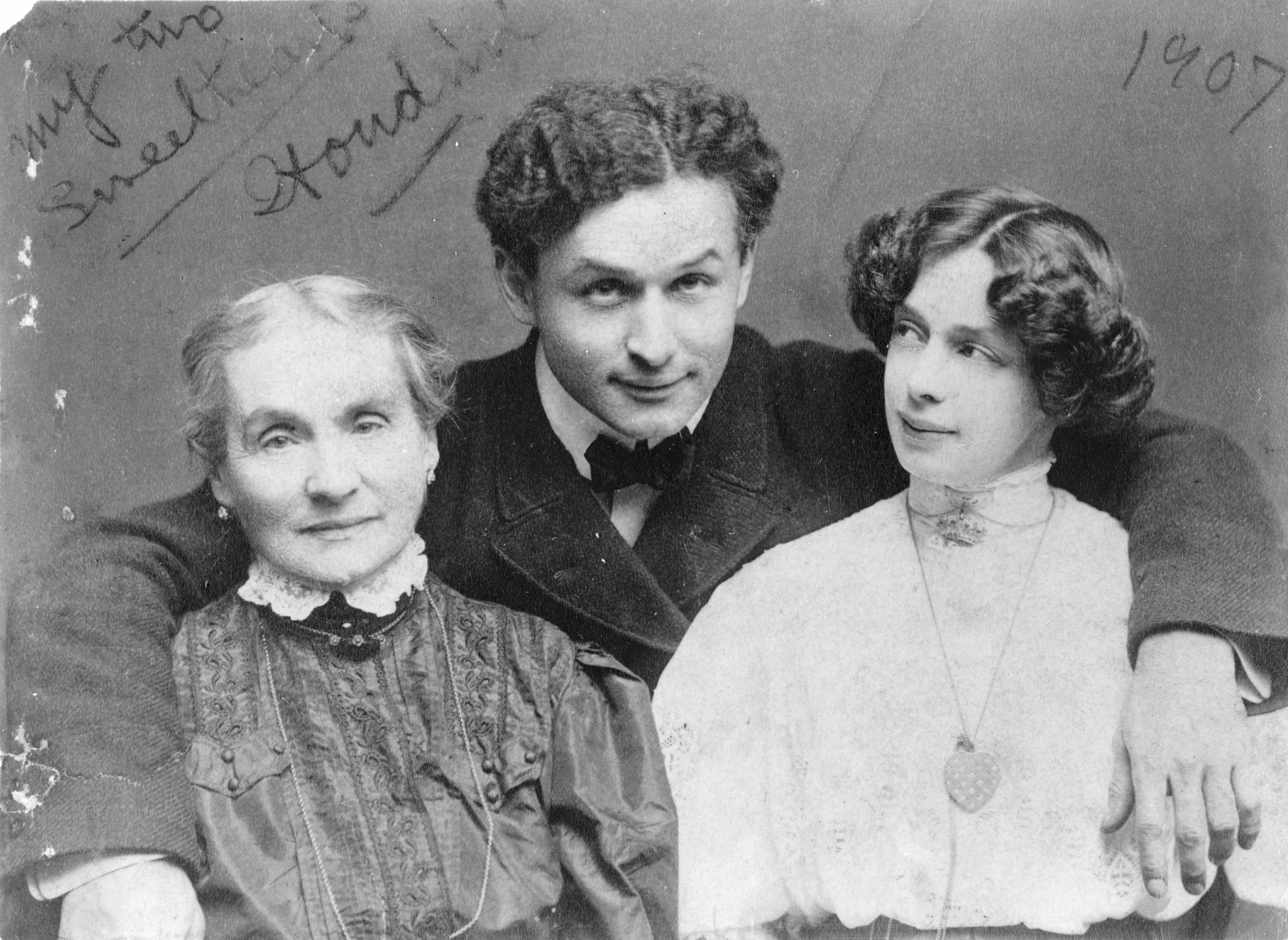
Гудіні з матір'ю Сесілією Штайнер і дружиною Бессіл (Елізабет), 1907 рік

З віком постановчі трюки давалися Гудіні все складніше. Навіть після вдалих виступів він не раз потрапляв до лікарні. З 1910 р. він почав зніматися в кіно. Того ж року поставив номер зі звільнення з жерла гармати за лічені секунди до того, як спрацював запал. Зацікавившись авіацією, він придбав біплан і зробив перший в історії політ над Австралією. Він також зблизився із колишнім президентом Теодором Рузвельтом. З'явилися чутки, що Гудіні пов'язаний з американськими спецслужбами та зі Скотленд-Ярдом. 

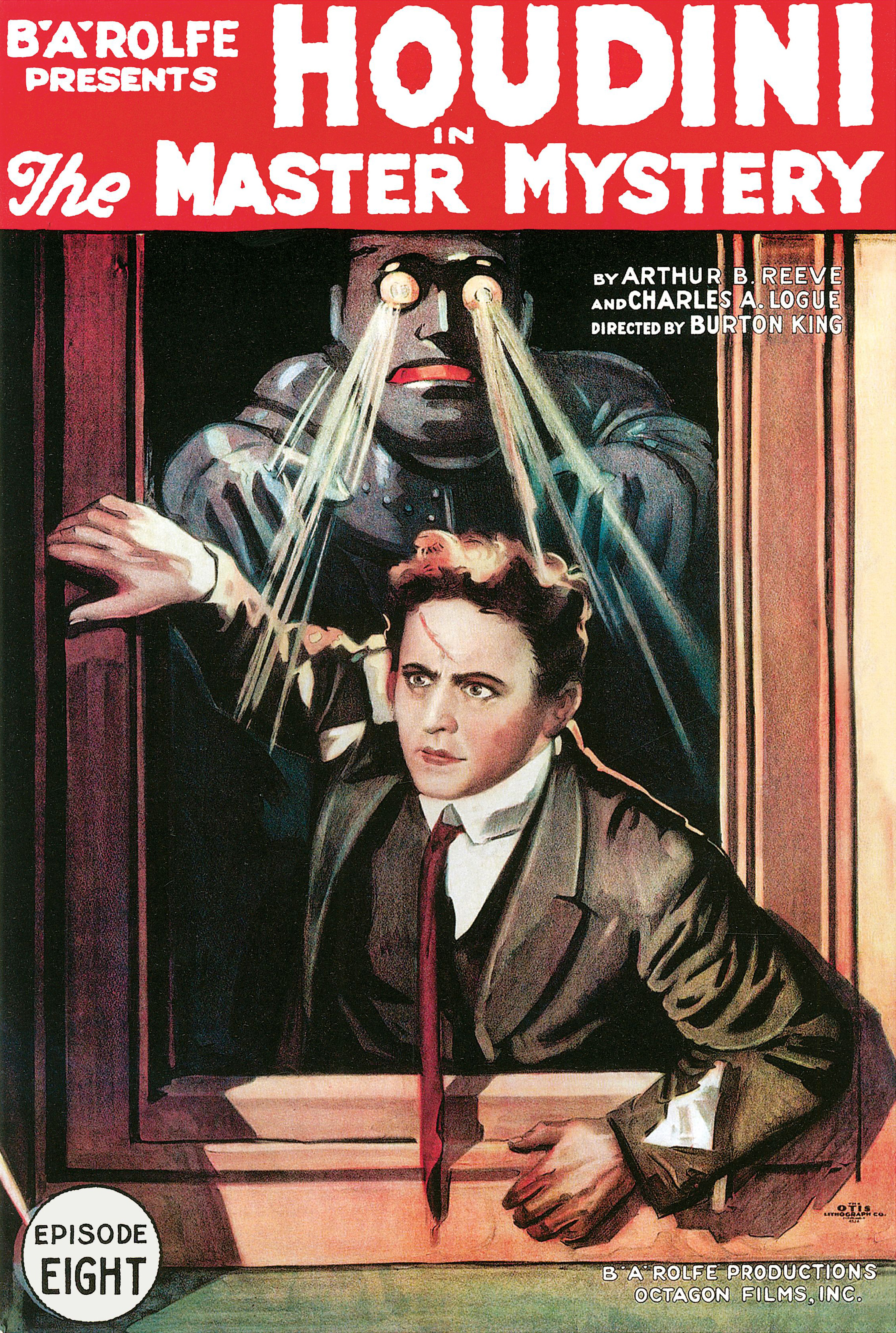
Плакат 1919 року, який анонсує фільм з Гудіні в головній ролі

В останнє десятиліття своєї кар'єри Гудіні випустив низку книг, які розкривали секрети його майстерності. Він був серйозно стурбований тим, що під впливом популярного в ті роки спіритизму багато ілюзіоністів стали маскувати свої трюки видимістю спілкування з потойбічними силами. У супроводі переодягненого в цивільне констебля, Гудіні став інкогніто відвідувати спіритичні сеанси для того, щоб викривати шарлатанів, і помітно досяг успіху в цьому. Наслідком став розрив зі старим товаришем, Артуром Конан Дойлем, який був переконаним прихильником спіритизму і вважав Гудіні дуже сильним медіумом.
Обставини смерті Гудіні оповито таємницею. Під час гастролей в Монреалі він відпочивав у своїй гримерці, як до нього увійшли троє студентів, один із яких був чемпіоном коледжу з боксу. Він запитав містера Гудіні, чи дійсно він здатний витримати кілька сильних ударів у живіт, нічого при цьому не відчувши. Гудіні, занурений у свої думки, кивнув, і студент несподівано завдав магу два або три удари. Гудіні ледве зупинив його: «Почекайте, мені треба підготуватися», після чого напружив прес — «Ось, тепер можете бити». Студент вдарив кілька разів і на собі відчув залізний черевний прес Гудіні. Коли студенти пішли, Гудіні лише потер місце, забите від перших несподіваних ударів.
Кілька днів Гудіні, як завжди, не звертав уваги на біль, але ці удари спровокували розрив апендиксу, в результаті якого розвинувся перитоніт. 1926 року ніяких антибіотиків не було, і вижити можна було лише дивом, але Гудіні знову вразив усіх: шанувальники тріумфували — ось він Гудіні, переможець смерті, який не підпорядковується земним законам. Проте, через дев'ять днів, 31 жовтня 1926, напередодні святкування Гелловіну, Гаррі Гудіні помер в Детройті. Він залишив дружині секретний код, без допомоги якого його «істинний» дух не зміг би зв'язатися з живими під час сеансів спіритизму. Зроблено це було для того, щоби шарлатани не підлаштували сеансів спілкування з духом Гудіні — «грози спіритів».
Різні епізоди життя Гудіні не раз було екранізовано. 1999 року за мотивами його біографії було поставлено мюзикл, а 2007 року на екрани США вийшов фільм «Смертельний номер», в якому роль Гудіні виконав австралієць Гай Пірс, а роль його пасії — Кетрін Зета-Джонс. У 2014 році вийшов мінісеріал Houdini, що освітлює все життя видатного майстра.
У деяких джерелах наводять версію, що Гудіні загинув, виконуючи свій найвідоміший трюк, в якому його пов'язують, кладуть у скриню, загвинчують кришку і скидають у море. Стверджується, що він не зумів звільнитися цього разу, і це послужило причиною його смерті.

## Найвідоміші трюки Гудіні
До найвідоміших трюків Гудіні належать:
- Бідон — фокусник залазив у великий бідон, по вінця заповнений водою. Кришку закривали й замикали на кілька замків, інколи — принесених недовірливими глядачами. Бідон затуляли ширмою, а незабаром мокрий Гудіні поставав перед публікою — поруч із замкненим бідоном. Скептики припускають, що у бідона були подвійні висувки.
- Китайська водяна камера тортур — Гудіні, чиї ступні були міцно зафіксовані у спеціальних колодках, догори ногами опускали в заповнений водою прозорий куб. Далі, як і у випадку з бідоном, — ширма і звільнення. Секрет цього фокуса не розгаданий і досі.
- Звільнення із замкненої залізної скрині — Очевидно, що всі скрині, які використовував Гудіні під час розквіту кар'єри, були без подвійних стінок, — їх надто ретельно перевіряли. Можливо, секрет у ґвинтах, якими кріпилося віко, — фокусник міг висунути їх зсередини.
- Звільнення з тюремних камер — Жодні замки́ для Гудіні не становили перепон. Імовірно, роздягнений догола ілюзіоніст ковтав відмичку, прив'язуючи її за нитку до зуба, а потім витягав назовні й відмикав нею замки.
- Звільнення з наручників і гамівних сорочок — невисокий, кремезний, клишоногий, але неймовірно пластичний і гнучкий Гудіні міг змінювати розташування своїх кісток, вивертати суглоби, зменшувати й роздувати м'язи тощо. Припускають, що саме так він вивільнявся.

## Цікаво
До дня народження відомого фокусника, ілюзіоніста Гаррі Гудіні 24 березні 2015 року на пл. Богдана Хмельницького, 2, перед входом до готелю «Ужгород» встановили мініпам'ятник на його честь. Гаррі — угорець, народився у Будапешті. А його бабуся — мігрантка із села Йовря (нині — Сторожниця Ужгородського району). Гаррі — майстер неймовірних звільнень від найнадійніших пут і замків. Тому скульптуру встановили на металевий заґратований постамент, сюди можна буде чіпляти свої замки, які символізують проблеми, що у будь-якому випадку можуть бути вирішені. Бронзові руки фокусника теж у замках. Копія знаходиться в місті Будапешт.